# Harrison Young
Harrison Young (Port Huron (Michigan), 13 maart 1930 – Los Angeles, 3 juli 2005) was een Amerikaans acteur.

## Biografie
Young was begonnen met acteren in 1973 met de film Taxi Driver. Pas in 1991 speelde hij zijn tweede rol met de televisieserie Down Home en hierna speelde hij nog meerdere rollen in televisieseries en films zoals The Game (1997), The Opposite of Sex (1998), Beverly Hills, 90210 (1998), The Adventures of Rocky & Bullwinkle (2000), CSI: Crime Scene Investigation (2000), Passions (2001), House of 1000 Corpses (2003) en Kiss Kiss Bang Bang (2005). 
Young stierf in 2005 op vijfenzeventig jarige leeftijd in Los Angeles.

## Filmografie

### Films
Selectie:
- 2008 The Flyboys – als opa Thomas
- 2005 The Pleasure Drivers – als John
- 2005 Kiss Kiss Bang Bang – als vader van Harmony
- 2003 House of 1000 Corpses – als Don Willis
- 2002 Bubba Ho-Tep – als kamergenoot van Elvis
- 2000 The Adventures of Rocky & Bullwinkle – als generaal Foods
- 1999 Blast from the Past – als Bum
- 1998 Saving Private Ryan – als Ryan als oude man
- 1998 Primary Colors – als Sam
- 1998 The Opposite of Sex – als medische onderzoeker
- 1997 The Game – als kruiperige lid van directie

### Televisieseries
Uitgezonderd eenmalige gastrollen.
- 2001 Passions – als Palmer Harper – 36 afl.
- 2001 The Korean War – als president Eisenhower - ? afl.
- 2000 CSI: Crime Scene Investigation – als rechter Cohen – 3 afl.
- 1998 Beverly Hills, 90210 – als opa Ed – 2 afl.
- 1993 The Micronots! – als Montgomery - ? afl.

- Library of Congress Control Number: no2004047875
- Virtual International Authority File: 71101594
- WorldCat: E39PBJfmphMV4kfq8D7y9FB9Dq